# Jóan Símun Edmundsson
Jóan Símun Edmundsson, né le 26 juillet 1991 à Toftir aux Îles Féroé, est un footballeur international féroïen.
Milieu offensif, il joue pour au KF Shkupi.

## Biographie

### Carrière en club
Le 26 septembre 2020, il devient le premier joueur féroïen de l'histoire à inscrire un but dans l'un des cinq grands championnats européens, après son entrée en jeu à la 68e minute pour l'Arminia Bielefeld puis son but contre le FC Cologne (unique but de la victoire finale 1-0).

### Carrière internationale
Il est considéré comme l'un des meilleurs joueurs féroïens de l'histoire. Il a aussi permis à son équipe la victoire face à la Grèce en 2014 (victoire 1-0).